# Kielmeyera gracilis
Kielmeyera gracilis är en tvåhjärtbladig växtart som beskrevs av Heinrich Wawra. Kielmeyera gracilis ingår i släktet Kielmeyera och familjen Calophyllaceae. Inga underarter finns listade i Catalogue of Life.